# Junior Firpo
Héctor Junior Firpo Adames, född 22 augusti 1996 i Santo Domingo, mer känd som Junior Firpo, är en dominikanskfödd spansk fotbollsspelare som spelar för Leeds United.